# Strahinja Milić
Strahinja Milić (serbisch-kyrillisch Страхиња Милић; * 20. Dezember 1990 in Priština, SFR Jugoslawien) ist ein serbischer Handballtorwart, der zuletzt beim serbischen Verein RK Partizan Belgrad unter Vertrag stand und für die serbische Nationalmannschaft auflief.

## Karriere
Der 2,00 m große Milić begann seine Karriere bei RK Partizan Belgrad. Bereits mit 17 Jahren wechselte er nach Dänemark zu Bjerringbro-Silkeborg. Nach zwei Spielzeiten kehrte er jedoch nach Belgrad zurück. Im Frühjahr 2012 schloss er sich dem finanzkräftigen mazedonischen Klub RK Vardar Skopje an. Im Februar 2014 wurde seine Vertragsverlängerung bis 2019 bekanntgegeben. Mit Vardar gewann er 2013, 2015, 2016, 2017 und 2018 die Meisterschaft, 2014, 2015, 2016, 2017 und 2018 den Pokal, 2014 und 2017 die SEHA-Liga sowie 2017 die EHF Champions League. Im Sommer 2018 verließ er vorzeitig Vardar Skopje. Milić, der mit 135 Kilogramm zu den schwersten Handballern gehörte, zog sich in den folgenden Jahren fast komplett vom Handball zurück und wog in der Spitze 216 Kilogramm. Nachdem er über 30 Kilogramm abgenommen hatte, kehrte er in der Saison 2020/21 erneut zu Partizan zurück.
In der serbischen Nationalmannschaft debütierte Milić bereits mit 16 Jahren und stand im erweiterten Aufgebot für die Europameisterschaft 2012. Bei der Europameisterschaft 2014 belegte er mit Serbien den 13. Platz.
Strahinja Milić bestritt bislang 22 Länderspiele.(Stand: Dezember 2013)

## Erfolge
Mit RK Partizan Belgrad:
- Serbischer Meister 2011
- Serbischer Pokalsieger 2007, 2008

Mit RK Vardar Skopje
- Mazedonischer Meister 2013, 2015, 2016, 2017, 2018
- Mazedonischer Pokalsieger 2014, 2015, 2016, 2017, 2018
- EHF Champions League 2017
- SEHA-Liga Meister 2014, 2017